# Schönborn (Brandenburgia)
Schönborn – gmina w Niemczech w kraju związkowym Brandenburgia, w powiecie Elbe-Elster, siedziba urzędu Elsterland.